# مركز التجارة العالمي (2001–الآن)
مركز التجارة العالمي هو في الغالب مجمع مكتمل من المباني في مانهاتن السفلى، مدينة نيويورك، الولايات المتحدة، ليحل محل المباني السبعة الأصلية على نفس الموقع التي دمرت في هجمات 11 سبتمبر. وتجري إعادة بناء الموقع بعدد يصل إلى ست ناطحات سحاب جديدة، أُنجزت أربع منها؛ ونصب تذكاري ومتحف للذين قتلوا في الهجمات؛ وحديقة الحرية المرتفعة المتاخمة للموقع، والتي تضم كنيسة سانت نيكولاس الأرثوذكسية اليونانية ومركز أمن المركبات؛ ومركز للنقل. مركز التجارة العالمي المكون من 104 طوابق، وهو أطول مبنى في نصف الكرة الغربي، هو المبنى الرئيسي للمجمع الجديد.
والمباني هي من بين المباني الكثيرة التي أنشأتها رابطة مراكز التجارة العالمية. كان مركز التجارة العالمي الأصلي يتألف من البرجين التوأمين، اللذين افتتحا في عام 1973 وكانا أطول المباني في العالم في وقت اكتمالهما. تم تدميرها صباح الحادي عشر من سبتمبر 2001 عندما قام المختطفون التابعون للقاعدة بقيادة طائرتين بوينغ 767 إلى داخل المجمع في عمل إرهابي منسق. وأسفرت الهجمات على مركز التجارة العالمي عن مقتل 2،753 شخصا. وأدى انهيار مركز التجارة العالمي الناجم عن ذلك إلى انهيار هيكلي في المباني المحيطة به أيضا. واستغرقت عملية التنظيف والإنعاش في موقع مركز التجارة العالمي ثمانية أشهر، بدأت بعدها إعادة بناء الموقع.

## وصلات خارجية
- الموقع الرسمي